# Jacques Perrier (koszykarz)
Jacques Pierre Perrier (ur. 12 października 1924 w Bagnolet, zm. 23 czerwca 2015 w Gassin) – francuski koszykarz. Wraz z reprezentacją Francji zdobył srebrny medal podczas Letnich Igrzysk Olimpijskich 1948 w Londynie.